# Melitaeini

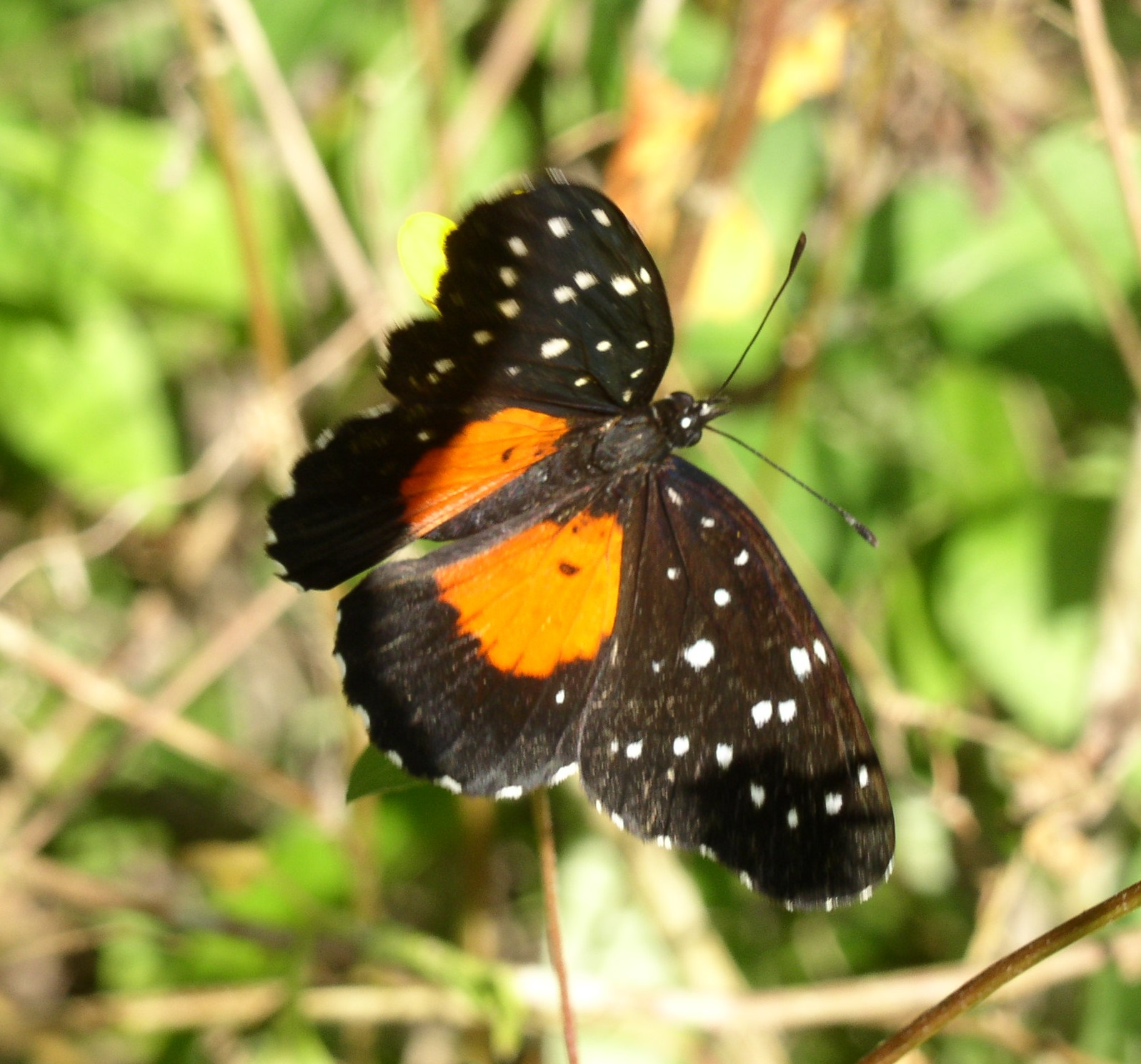
Chlosyne janais, Campeche, México

Melitaeini es un grupo de mariposas de la familia Nymphalidae. Usualmente es clasificado como una tribu de Nymphalinae, a veces, elevan su status a subfamilia como Melitaeinae.

## Géneros
| Subtribu Euphydryina - Euphydryas Subtribu Melitaeina - Melitaea Subtribu Chlosynina - Antillea Higgins, 1959 - Atlantea Higgins, 1959 - Charidryas Scudder, 1872 - Chlosyne – "checkerspots", patches - Dymasia Higgins, 1960 - Higginsius Hemming, 1964 - Microtia Bates, 1864 - Poladryas Bauer, 1975 - Texola Higgins, 1959 - Texola elada Subtribu Gnathotrichina - Gnathotriche C. & R. Felder, 1862 | Subtribu Phyciodina - Anthanassa Scudder, 1875 - Anthanassa ardys - Anthanassa frisia - Castilia Higgins, 1981 - Dagon - Eresia Boisduval, 1836 - Janatella Higgins, 1981 - Mazia Higgins, 1981 - Ortilia Higgins, 1981 - Phyciodes - Phystis Higgins, 1981 - Tegosa Higgins, 1981 - Tegosa claudina - Telenassa Higgins, 1981 - Tisona Higgins, 1981 |